# Monte Carlisle
El monte Carlisle es un estratovolcán en Alaska que forma parte de la isla de Carlisle, una de las islas de los Cuatro Volcanes que mide 5 km (8 km) y que, a su vez, forma parte de las islas Aleutianas centrales.
A pesar de su modesta elevación de la cumbre, un pequeño glaciar existe en las laderas occidentales justo debajo del borde del cráter de la cumbre.
Se han registrado algunas erupciones históricas de Carlisle, pero su proximidad a varios otros volcanes vecinos significa que ha habido cierta confusión en los registros más antiguos en cuanto a cuál de los volcanes estaba en erupción. Como el área es extremadamente remota, las observaciones distantes de penachos volcánicos no se pueden verificar con certeza.